# Maximilian II của Bayern
Maximilian II của Bayern (28 tháng 11 năm 1811 – 10 tháng 3 năm 1864) có dòng dõi nhà Wittelsbach, là vua của Bayern từ năm 1848 đến năm 1864. Ông là con trai của Ludwig I của Bayern và Therese xứ Sachsen-Hildburghausen. Ông thành hôn với bà Marie Friederike von Preußen. Từ cuộc hôn nhân này sinh ra 2 người con trai, mà sau này sẽ là vua Bayern Ludwig II. và vua Otto I. Người em trai ông là nhiếp chính Luitpold.

## Sự nghiệp

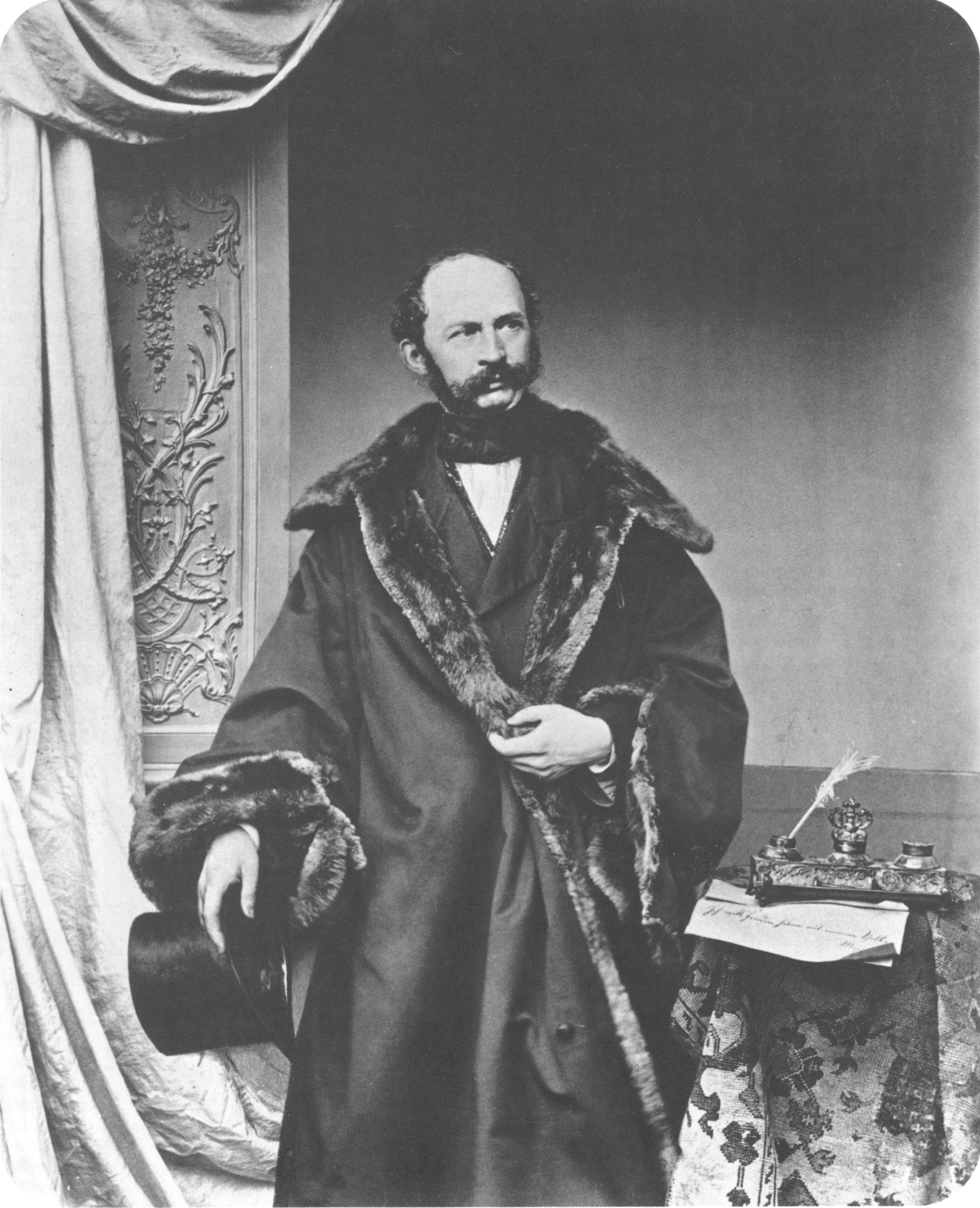
Maximilian II. von Bayern, ca. 1860

Từ năm 1829 cho tới 1830 ông học tại Universität Göttingen và từ 1830 tới 1831 tại Universität Berlin, nơi ông nghe giảng về lịch sử và luật quốc gia (Staatsrecht). Maximilian là học trò của học giả Friedrich Dahlmann và Arnold Heeren tại Göttingen, Friedrich von Raumer và Leopold von Ranke tại Berlin và cũng như Friedrich Wilhelm Joseph Schelling tại München. 1830 ông được chọn làm hội viên danh dự của Viện khoa học Bayern Bayerischen Akademie der Wissenschaften.
Trong khi đi dạo vào năm 1829 ông gặp lâu đài cần được tu bổ Hohenschwangau. Ông đã mua nó vào tháng 10 năm 1832 và để cho Domenico Quaglio tu bổ thành nơi cư ngụ vào mùa hè. Lâu đài này sau này trở thành kiểu mẫu cho con trai ông Ludwig II xây những lâu đài như trong truyện cổ tích. Lúc còn là thái tử ông đã đi du lịch nhiều nước trong đó có Hy Lạp, Ý, và Anh quốc.

### Lên ngôi
Vào ngày 20 tháng 3 năm 1848 ông được giao quyền khi cha ông từ bỏ ngai vàng. Ông tuyên bố khi lên ngôi:" Tôi hãnh diện, khi tự cho mình là vua của một chế độ quân chủ lập hiến (konstitutionellen König)." Sau khi lên nắm quyền, ông cho thay đổi hiến pháp, mà đã được soạn thảo trong thời cha mình còn làm vua. Một luật bầu cử mới được ban hành, các thành viên của quốc hội (2. Kammer) không còn được bầu theo cách phân chia nghề nghiệp, và quốc hội Bayern (Landtag) được quyền soạn thảo các luật pháp (das Recht zur Gesetzesinitiative).

### Chính sách đối ngoại
Về ngoại giao ông cố gắng bảo vệ sự độc lập của Bayern trong Liên minh các quốc gia Đức (Deutscher Bund). Hiến pháp "Nhà thờ Paul" (Reichsverfassung), mà được biểu quyết tại hội nghị quốc gia tại Frankfurt (Frankfurter Nationalversammlung) vào ngày 28 tháng 3 năm 1849 không được ông chấp nhận. Điều này gây tới cuộc nổi loạn tại bang Pfalz (Pfälzischen Aufstand). Ông kêu gọi quân đội Phổ tiếp cứu, vào ngày 10 tháng 6 năm 1849 quân đội Bayern (bayerisches Armeekorps) đã tiến vào vùng Pfalz và đập tan cuộc nổi loạn.

Cùng với bộ trưởng Ludwig von der Pfordten, Maximilian thi hành vào những năm sau đó chính sách Trias (Trias-Politik). Với chính sách này, những tiểu bang nhỏ dưới sự dẫn đầu của Bayern sẽ phát triển thành thế lực thứ ba bên cạnh 2 đại quốc Phổ và Áo.

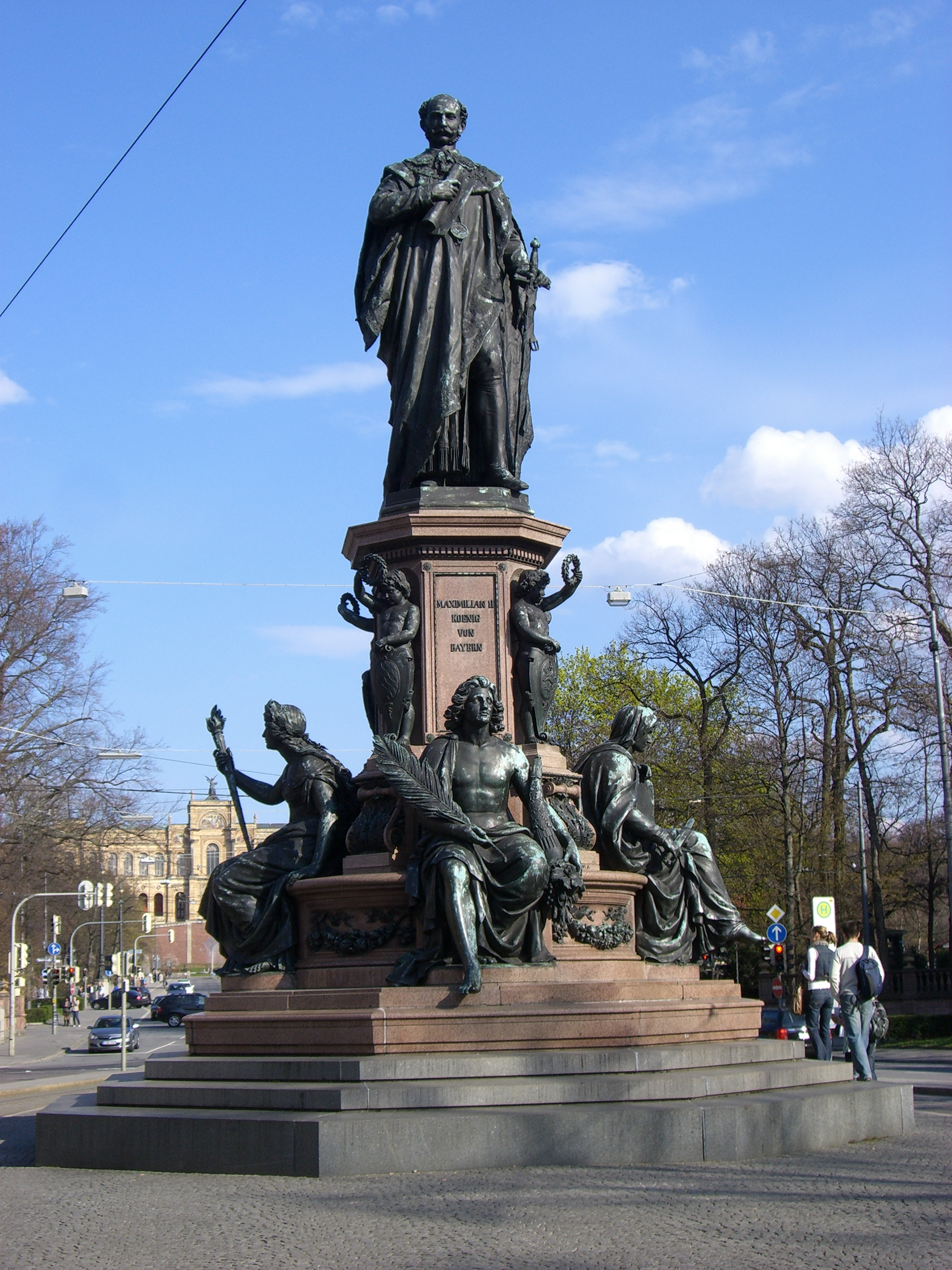
Das Maxmonument in München

### Đối nội
Về nội vụ ông là một người đỡ đầu cho khoa học và nghệ thuật. Việc bổ nhiệm những nhà giáo sư đại học nổi tiếng từ miền Bắc - được gọi là „Nordlichter" – vào trường LMU (Đại học Ludwig Maximilian München) làm cho München có tiếng là một thành phố đại học, tuy nhiên nó làm cho dân chúng mà phần đông là bảo thủ hơi lo sợ, bởi vì những người được bổ nhiệm theo đạo Tin lành và thường rất cấp tiến. Từ ngày 25 tháng chín cho tới ngày 13 tháng 10 năm 1854 Leopold von Rank tới cư trú theo lời mời của vua tại nhà nghỉ mát ông ta ở Berchtesgaden. Kể từ năm 1854 Maximilian II. chủ tọa mỗi tuần một lần với nhóm trí thức ưu tú München (u. a. Justus von Liebig) những buổi thảo luận (Symposien). Ông là người sáng lập ra Maximilianeum, một hội từ thiện Bayern nâng đỡ những người có tài, cái nhà của hội này bây giờ là tòa nhà quốc hội Bayern (Bayerische Landtag).

Dưới triều đại của ông quốc hội có những cải cách cấp tiến về vấn đề luật bầu cử quốc hội, kiểm duyệt báo chí, luật hội họp và lập hội, cơ quan tư pháp nói chung. Maximilian dự định ra một bộ luật cho những người đạo do thái nhiều quyền hạn bị dân chúng chống đối rất dữ dội.

### Khuynh hướng cầm quyền
Gần gũi với dân chúng và đầy tình quê hương, Maximilian cũng đỡ đầu nghệ thuật và truyền thống cổ truyền của dân chúng, để tạo ra một tình cảm quốc gia cho tiểu bang Bayern chông lại những nỗ lực để thống nhất nước Đức. Vì vậy ông đã trợ giúp duy trì y phục Bayern, truyền thống, tập tục, và nhạc cổ truyền. Mùa hè 1849 và 1855 ông du lịch khắp mọi nơi trong vương quốc mình.Từ ngày 24 tháng sáu cho tới ngày 27 tháng bảy 1858 ông đi bộ du lịch khắp nơi, chuyến đi bắt đầu từ Lindau. Nhưng vì thường bị mưa nên nhiều lần ông ta phải dùng xe ngựa. 

Chính sách cầm quyền của ông tiêu biểu bởi những đòi hỏi không dứt của các bộ trưởng và các học giả chung quanh ông là phải được các nhà chuyên môn kiểm chứng, đã làm cho những quyết định cần thiết bị trì hoãn nhiều khi quá lâu. 

Quan hệ đối với cha mình, người mà vẫn tiếp tục những dự định xây cất của ông ta, hơi căng thẳng.

### Băng hà
Maximilian chết chỉ sau 3 ngày dài bị bệnh nặng. Các bác sĩ giải thích đó là bệnh Rotlauferkrankung mà lan ra rất nhanh trên ngực. Ông được mai táng tại nhà thờ nhỏ bên cạnh nhà thờ Theatinerkirche.

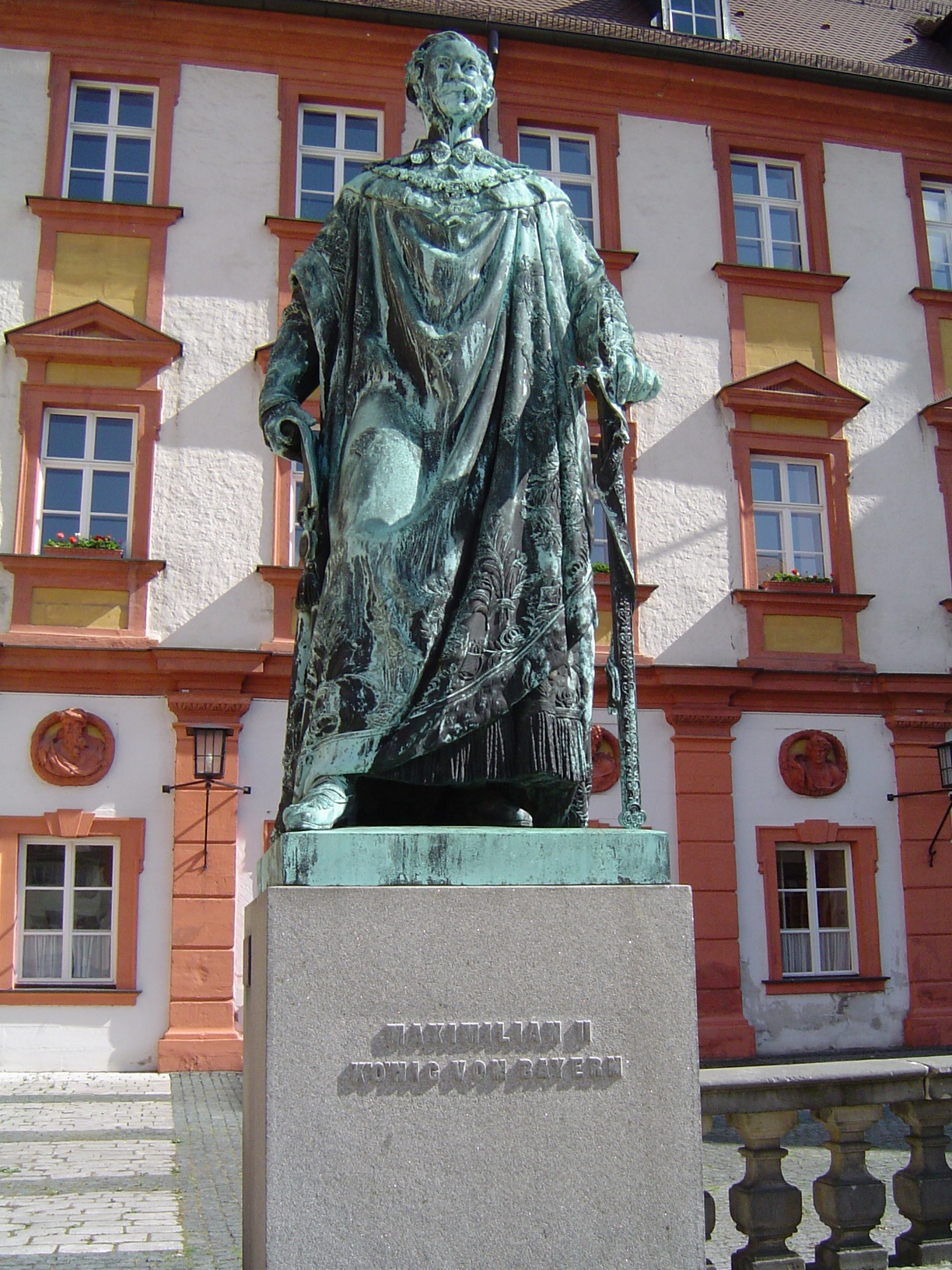
Das Maximilian II-Denkmal in Bayreuth

## Nối dõi
Vua Maximilian II. Joseph đính hôn ngày 23 tháng 1 năm 1842 với công chúa Marie Friederike von Preußen (1825–1889), con của hoàng tử Friedrich Wilhelm Karl von Preußen và hôn thê, bà Maria Anna Amalie von Hessen-Homburg. Từ cuộc hôn nhân ngày 12 tháng 10 năm 1842 ở München cặp vợ chồng đã có hai người con:
- Ludwig Otto Friedrich Wilhelm (1845–1886), 1867 đính hôn với công chúa Sophie in Bayern (1847–1897), là Ludwig II. Vua của Bayern
- Otto Wilhelm Luitpold (1848–1916), là Otto I. Vua của Bayern

## Tưởng niệm
Tại München con đường lộng lẫy Maximilianstraße (cùng với tượng đài Maxmonument) và tòa nhà Maximilianeum tưởng niệm tới nhà vua. Khu quân đội cũ Maximilian-II-Kaserne cũng đã được đặt theo tên ông.

Làng Maximiliansau mà trước đây thuộc về Bayern (Rheinpfalz) vào năm 1858 được đặt theo tên vua Maximilian II. Joseph; cũng như là xưởng thép Maxhütte ở Sulzbach-Rosenberg và sân chợ Marktplatz von Tirschenreuth.

Năm 1853 Maximilian II. đặt ra huy chương Bayerischer Maximilian cho khoa học và nghệ thuật (Maximiliansorden für Wissenschaft und Kunst), chỉ bị gián đoạn giữa năm 1933 và 1980 - cho tới nay là giải thưởng cao nhất tại Bayern.

## Sách báo
- Herbert Eulenberg: Die letzten Wittelsbacher. Phaidon, Wien 1929. S. 127-153.
- Ulrike Leutheusser, Heinrich Nöth (Hrsg.): „Dem Geist alle Tore öffnen". König Maximilian II. von Bayern und die Wissenschaft. Allitera, München 2009, ISBN 3-869-06054-9.
- Rainer A. Müller (Red.): König Maximilian II. von Bayern 1848–1864. Hrsg. vom Haus der Bayerischen Geschichte. Rosenheimer, Rosenheim 1988, ISBN 3-475-52589-5.
- Martin Schäfer: Maximilian II., König von Bayern (= Heyne-Biographien. Band 168). Heyne, München 1989, ISBN 3-453-02620-9.
- Achim Sing: Die Wissenschaftspolitik Maximilians II. von Bayern (1848–1864). Nordlichterstreit und gelehrtes Leben in München (= Ludovico Maximilianea. Band 17). Duncker & Humblot, Berlin 1996, ISBN 3-428-08674-0.